# ヨハネス・ラハマン
ヨハネス・ラハマン（Johannes Lachmann、1832年8月1日 - 1860年7月7日）は、ドイツの農学者である。
ブラウンシュヴァイクに生まれた。ゲッティンゲン大学で自然科学を学び、ベルリン大学の医学部で学位を取り、1857年からポッペルスドルフ農業大学（ボン大学の前身のひとつ）で植物学、動物学、鉱物学を教えた。
マメ科の植物の根粒菌によって形成される根粒が、植物の成長に重要であることを初めて認識した人物として知られる。根粒が土壌に窒素の富化をもたらすと推定した。彼の『マメ科植物の根の塊茎について』（Ueber Knollen an den Wurzeln der Leguminosen）という論文はボン農学協会の紀要に1858年に掲載されたが注目を集めなかった。ラハマンは1860年に早逝するが、ヘルマン・ヘルリーゲルが1886年に細菌による生物学的窒素固定を実験的に証明したことにより、1891年に再評価され、論文は"Biedermanns Central-Blatt für Agrikulturchemie"誌に再掲された。

## 著作
- Ueber Knollen an den Wurzeln der Leguminosen. In: Landwirthschaftliche Mittheilungen. Zeitschrift der Königlichen höheren landwirthschaftlichen Lehranstalt und der damit vereinigten landwirthschaftlichen Versuchsstation zu Poppelsdorf H. 1, 1858, S. 34-52. - Zugl. in: Biedermanns Central-Blatt für Agrikulturchemie und rationellen Landwirtschaftsbetrieb Jg. 20, 1891, S. 837-854.